# Anisodes complectaria
Anisodes complectaria là một loài bướm đêm trong họ Geometridae.